# Aguarda que te unten
Attends qu'ils t'oignent
L'eau-forte Aguarda que te unten (en français Attends qu'ils t'oignent) est une gravure de la série Los caprichos du peintre espagnol Francisco de Goya. Elle porte le numéro 67 dans la série des 80 gravures. Elle a été publiée en 1799.

## Interprétations de la gravure
Il existe divers manuscrits contemporains qui expliquent les planches des Caprichos. Celui qui se trouve au Musée du Prado est considéré comme un autographe de Goya, mais semble plutôt chercher à dissimuler et à trouver un sens moralisateur qui masque le sens plus risqué pour l'auteur. Deux autres, celui qui appartient à Ayala et celui qui se trouve à la Bibliothèque nationale, soulignent la signification plus décapante des planches.
- Explication de cette gravure dans le manuscrit du Musée du Prado :
Le envían a un recado de importancia y quiere irse a medio untar[2]; entre los brujos los hay también troneras[3], precipitados, botarates[4], sin pizca de juicio; todo el mundo es país[5].
(On l'envoie faire une commission importante et il veut y aller à moitié enduit; parmi les sorciers, il y a également des écervelés, pressés, idiots, sans une once de bon sens; c'est partout pareil)[6].
- Manuscrit de Ayala :
La Extrema-Unción.
(L'extrême-onction)[6].
- Manuscrit de la Bibliothèque nationale :
Con la untura de la ignorancia y la torpeza se convierten al final los hombres en cabrones. (La extrema-unción).
(Avec l'onction de l'ignorance et de la bêtise, les hommes deviennent finalement des boucs (des salauds). (L'extrême-onction))[6].

L'apprenti sorcier est si pressé qu'il oublie qu'il n'a pas reçu entièrement les onctions nécessaires. Parmi les sorciers il y en a aussi qui sont écervelés et sans jugement.

## Technique de la gravure

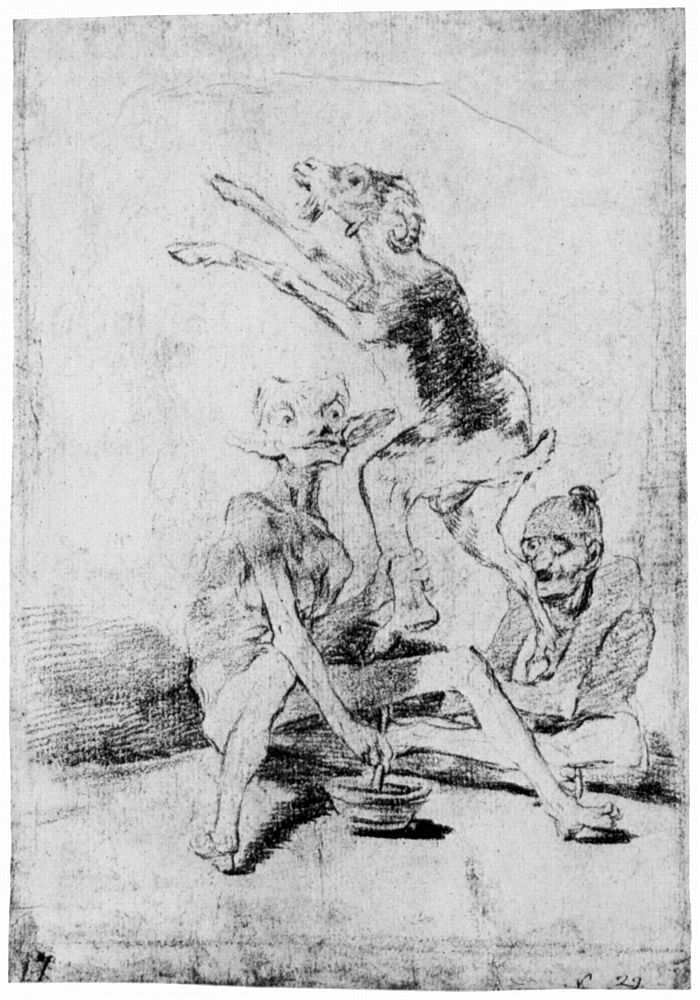
Dessin préparatoire.

L'estampe mesure 214 × 149 mm sur une feuille de papier de 306 × 201 mm.
Goya a utilisé l'eau-forte, l'aquatinte et la pointe sèche.
Le dessin préparatoire est à la sanguine. Dans l'angle inférieur droit, à l'encre: “S. 29”. Dans l'angle inférieur gauche, au crayon: “17”. Le dessin préparatoire mesure 200 × 136 mm.

## Catalogue
- Numéro de catalogue G02155 de l'estampe au Musée du Prado.
- Numéro de catalogue D04224 du dessin préparatoire au Musée du Prado.
- Numéro de catalogue 51-1-10-67 au Musée Goya de Castres.